# 粗刺大尾蚤
粗刺大尾蚤（学名：Leydigia leydigii）为盘肠蚤科大尾蚤属的动物。分布于瑞典、挪威、丹麦、芬兰、德国、俄罗斯、北美洲、大洋洲以及中国大陆的新疆等地，一般栖息于在湖汊的沿岸底层生活。